# モクタル・ウルド・ダッダ

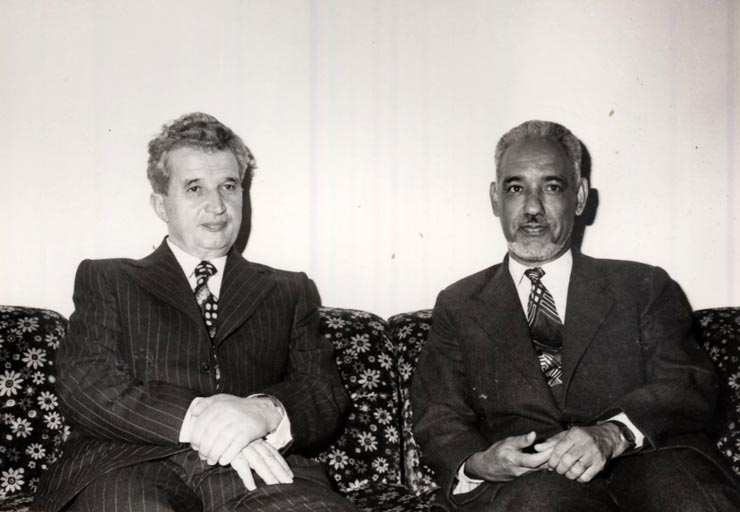
1977年2月、モーリタニアを訪問したルーマニアのニコラエ・チャウシェスクと

モクタル・ウルド・ダッダ（アラビア語: مختار ولد داداه, フランス語: Moktar Ould Daddah, 1924年12月25日 - 2003年10月14日）は、モーリタニアの政治家。1960年、モーリタニアのフランスからの独立後、まず内閣首長となり、1961年初代大統領になった。1978年まで、三期にわたり大統領に選任された。
モーリタニアの富裕な家庭に生まれた。パリに留学し、法学を学んだ。ダッダはモーリタニア出身者で最初に学士号を得た人物である。1950年代後半にモーリタニアに帰国し、中道左派勢力のモーリタニア進歩連合に加入した。党首脳となるが、1959年にモーリタニア再編党(PRM)を結成、党首となる。独立前に行われた選挙でPRMは国会第一党となり、ダッダが内閣首班に指名された。
モーリタニアはムーア人、黒人、スペイン系の三つの民族集団からなるが、ダッダはそのバランスをよく維持して政局を安定させた。1961年に初代大統領となり、8月の総選挙で勝利し、これを確実なものとした。
ダッダは第二党との合同を進め、1961年9月には新政党モーリタニア人民党(PPM)を結成した。これによって事実上の一党政治が実現した。1964年にはPPMによる一党独裁制を法律上の制度とした。
1971年にはアフリカ連合の議長に選挙される。しかしこのころから国内政治には失策が続くようになる。
スペインがスペイン領サハラ（西サハラ）を放棄すると、西サハラ南部の領有権を主張してモロッコと共に介入するも、わずか2500人のモーリタニア国軍ではサハラ・アラブ民主共和国の建国（西サハラ独立）を望むポリサリオ戦線のゲリラ攻撃を抑え込むことができず、首都に逆攻撃を仕掛けられる失態を犯した。さらに経済危機も加わり、1978年7月10日、軍部がクーデターを起こして失脚した。